# Gualeguaychú
Gualeguaychú – argentyńskie miasto w prowincji Entre Ríos, położone na lewym brzegu rzeki Gualeguaychú (dopływ rzeki Urugwaj). Miasto znajduje się w południowo-wschodniej części prowincji, około 190 km na północny zachód od Buenos Aires. Według spisu z 2010 miasto liczyło 109 461 mieszkańców.
Największą atrakcją, która co roku przyciąga do miasta tłumy turystów z Argentyny i z zagranicy jest trwający kilka tygodni – na przełomie stycznia i lutego karnawał, uznawany za trzeci co do wielkości na świecie.
Gualeguaychú często mylone jest z leżącym w tej samej prowincji, około 80 km na zachód, miastem Gualeguay.
Miasto jest siedzibą klubu piłkarskiego Juventud Unida.
W mieście rozwinął się przemysł mięsny oraz drzewny.

## Wiek XX
W pierwszych dekadach XX wieku wzrosła liczba mieszkańców, osiągając w 1914 roku 46 tys. osób. To powoduje rozwój gospodarki. Powstają nowe fabryki przetwarzające zboże. Rozwijają się firmy wzdłuż ulicy 25 maja. W 1920 roku został odnowiony park i zbudowany most Unzué na rzece Gualeguaychú, co ułatwiło przeprawę na drugą stronę rzeki. W 1976 roku zostaje otwarty międzynarodowych most Puente Libertador General San Martín, który połączył miasto z leżącym w Urugwaju Fray Bentos. W następnych dziesięcioleciach wzrosły dochody w sektorze turystyki oraz sektorze miejskim.

## Klimat
Klimat w Entre Rios jest umiarkowany, z chłodną zimą gdy temperatura osiąga około –5 °C i gorącym latem z temperaturą 35 °C, średnia roczna suma opadów wynosi około 1200 mm, a średnia roczna wilgotność 75%.